# Oospila decorata
Oospila decorata es una especie de polilla perteneciente a la familia Geometridae, descrita por Louis Beethoven Prout en 1932, con distribución en Brasil. Pertenece a un grupo de especies características morfológicas similares y que lleva el nombre de Oospila flavilimes.